# كونسيبسيون بالاسيوس هيريرا
كونسيبسيون بالاسيوس هيريرا (بالإسبانية: Concepción Palacios)‏ هي مدافعة عن الحقوق المدنية وطبيبة نيكاراغوية، ولدت في 5 ديسمبر 1893 في El Sauce, Nicaragua ‏ في نيكاراغوا، وتوفيت في 1 مايو 1981.